# Progreso (Yucatán)
Progreso (španělsky pokrok) je přístavní město v mexickém státě Yucatán, ležící u pobřeží Mexického zálivu nedaleko Méridy, hlavního města státu (které je zároveň největším městem na Yucatánu). Při sčítání lidu v roce 2010 mělo město přes 37 000 stálých obyvatel. Dalšími většími městy v okolí jsou Chicxulub, Campestre Flamboyanes a Chelem.
Progreso je v současnosti známé pro svůj rybářský průmysl, turistiku i námořní obchod. Nejdelší přístavní molo zde vybíhá celých 6,5 kilometru do vod Mexického zálivu. Stejně jako nedaleký Chicxulub se i Progreso nachází téměř přesně v geometrickém středu obřího dopadového kráteru, který souvisí s vyhynutím dinosaurů před 66 miliony let.